# Sobralia allenii
Sobralia allenii är en orkidéart som beskrevs av Louis Otho Otto Williams. Sobralia allenii ingår i släktet Sobralia och familjen orkidéer. Inga underarter finns listade i Catalogue of Life.